# Доманевиці (Малопольське воєводство)
Доманевиці (пол. Domaniewice) — село в Польщі, у гміні Вольбром Олькуського повіту Малопольського воєводства.
Населення — 398 осіб (2011).
У 1975-1998 роках село належало до Катовицького воєводства.

## Демографія
Демографічна структура станом на 31 березня 2011 року:
|          | Загалом | Допрацездатний вік | Працездатний вік | Постпрацездатний вік |
| -------- | ------- | ------------------ | ---------------- | -------------------- |
| Чоловіки | 198     | 40                 | 135              | 23                   |
| Жінки    | 200     | 33                 | 111              | 56                   |
| Разом    | 398     | 73                 | 246              | 79                   |